# 光復上水 (2016年)

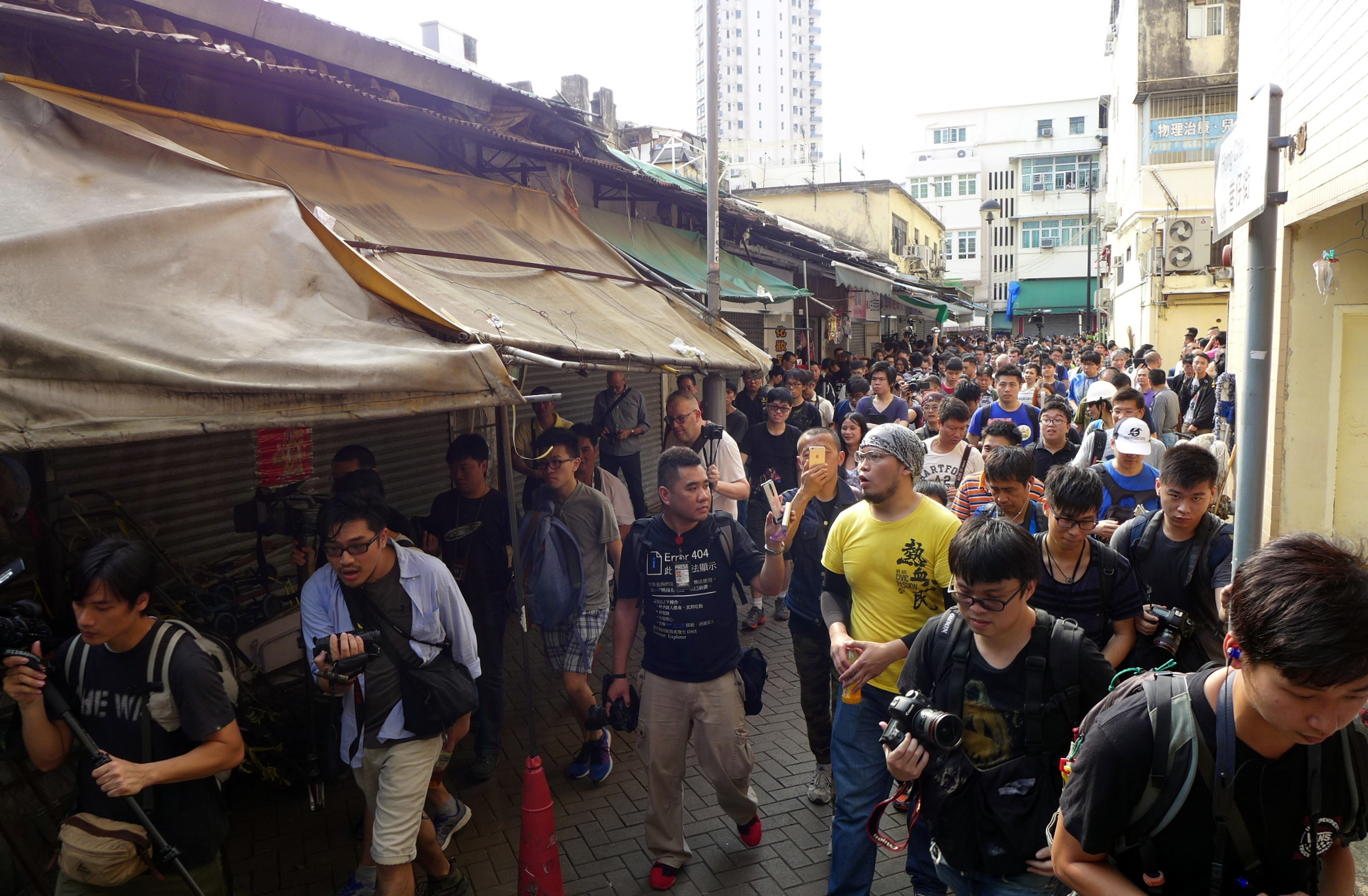
光復上水遊行最後只有熱血公民成員李政熙現身，穿梭附近商舖

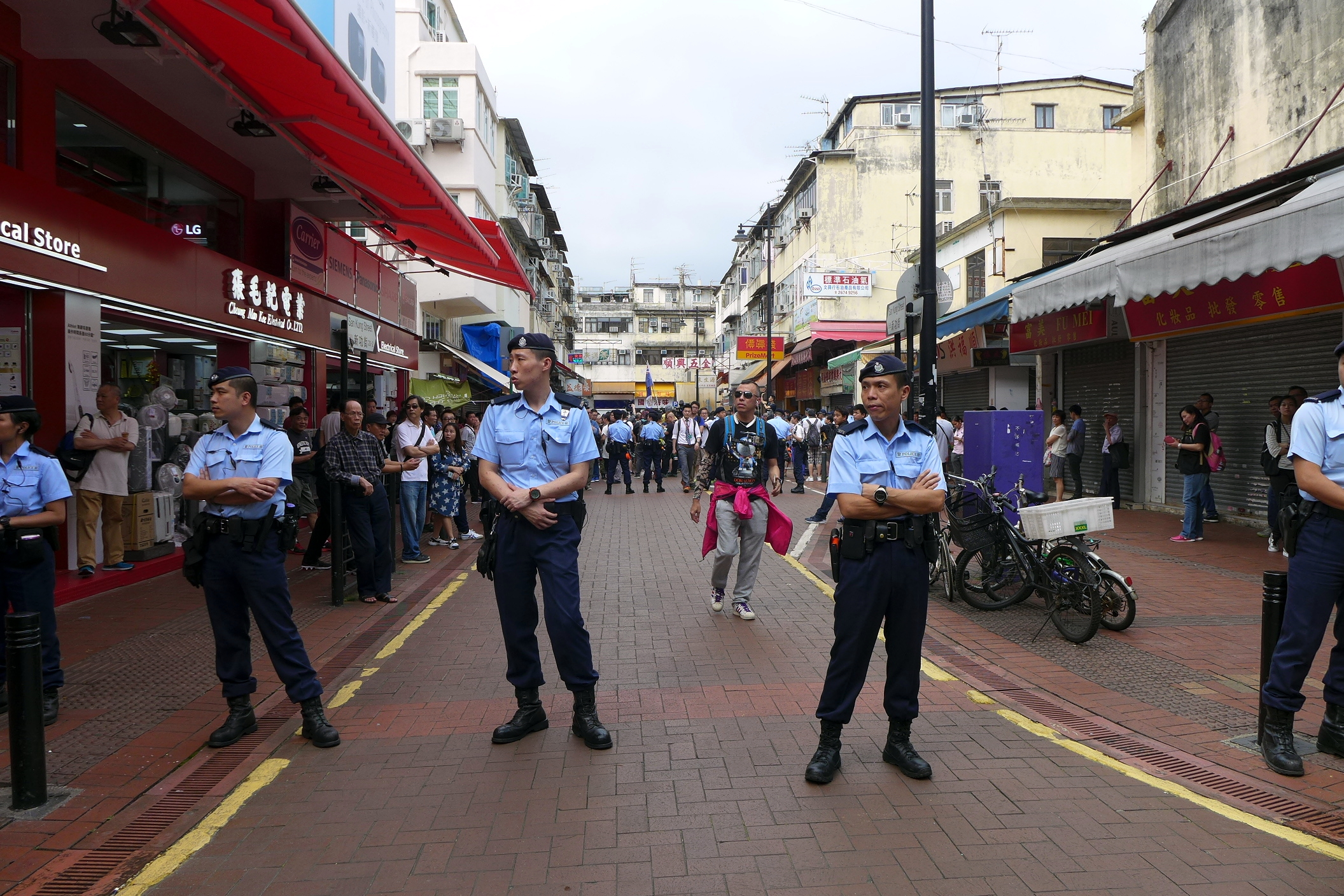
遊行未開始前，大批警員在上水新功街戎備

光復上水為2016年5月1日在香港新界上水所發生的社會運動，由北區水貨客關注組、香港民族陣綫、科大行動、勇武前綫、學生動源在網上發起，原因為抗議香港境內水貨客問題及「一簽多行」改為「一周一行」，但北區的水貨客問題仍然十分嚴重，目標與自2012年9月起發動的光復上水站的原因相近。示威者指控來自中國大陸的水貨客充斥著上水，涉嫌從事走私活動，長期霸佔附近通道及巴士站，同時使到物價膨脹，嚴重影響居民生活。遊行會由上水新功街起步，遊行至上水港鐵站C出口外。
北區水貨客關注組原預料「五．一上水齊勞動」有約百人參與，唯遊行前一天，陳雲在facebook透露有人會混入行動人群中搞事，呼籲支持者不要參與。結果遊行當日只有數十名網民響應社交網絡號召，集中到上水新功街水貨客的集散範圍示威。而警方亦築起人鏈分隔。
其後北區水貨客關注組發言人梁金成表示收到可靠消息，指疑有黑幫混入遊行隊伍「搞事」，擔心出現年初一旺角衝突場面，下午3時20分突然宣佈取消行動。
而遊行未開始前亦爆發衝突，一名不滿反對反水貨客遊行的拖篋男子，一度擬搶去遊行人士手持的英屬香港旗，雙方對罵及發生衝突，其中一個手持的英屬香港旗的市民被警員帶走。警方表示以涉嫌在公眾地方打架拘捕40歲姓林及26歲姓梁男子，2人一度被扣留調查，案件交由大埔警區重案組第3隊跟進調查。
最後只有熱血公民成員李政熙現身，穿梭附近商舖、新都廣場、上水站，之後又到上水廣場。在路過其間，有不少商店關閘，大批警員、記者和市民緊隨其後。於傍晚時分陸續散去。警方稱遊行最高峰時有260人參與。
另一方面，警方派出約300名人員戒備，於下午2時左右，已於新功街、上水站等地駐守及巡邏。

## 迴響
- 上水鄉事委員會主席、北區區議員侯志強到場視察，表示香港是多元化社會，相信政府已聽到遊行人士訴求，呼籲遊行人士要用和平方式表達意見，「唔好話搞到世界大亂」。[5]

## 相關參見
- 上水站
- 港澳個人遊
- 北區水貨客關注組